# 观山寺群
观山寺群，位于中国广东省茂名市高州市城区西郊观山，为茂名市高州市的一个市级文物保护单位，类型为古建筑，公布时间为1994年11月15日。
观山寺群的历史年代为明代。